# Serafina Corrêa
Serafina Corrêa est une municipalité de l'État du Rio Grande do Sul au Brésil.
Elle a été fondée au XIXe siècle par des immigrants italiens. En 2009, la Ville déclare le talien, un dialecte du vénitien, langue officielle, aux côtés du portugais,.